# Браво Руэда, Николас
Никола́с Бра́во Руэ́да (исп. Nicolás Bravo Rueda; 10 сентября 1786, Чичиуалько — 22 апреля 1854, Чичиуалько) — деятель латиноамериканского национально-освободительного движения, президент Мексики.

## Биография
Николас Браво Руэда родился в 1786 году в Чичиуалько в Испанской Америке. Его родителями были Леонардо Браво и Гертрудис Руэда де Браво.
В годы войны за независимость Мексики Николас сначала воевал вместе с Эрменегильдо Галеаной, а потом — вместе с Хосе Морелосом. В 1811 году он стал командующим войсками провинции Веракрус, в 1813 году защищал Чипальсингский конгресс. В 1817 году Николас Браво Руэда попал в плен к роялистам, и получил свободу лишь в 1820 году. В 1821 году он поддержал «План Игуалы», и 27 сентября 1821 года в составе «Армии трёх гарантий» вошёл в Мехико.
После того, как Агустин Итурбиде короновал себя императором и разогнал Конституционный конгресс, Николас Браво Руэда примкнул к оппозиции, сформировавшей свои органы власти в Оахаке, и двинулся во главе армии на Мехико. После свержения Итурбиде Николас Браво Руэда был введён в 1823 году в состав Временной исполнительной власти, подготовившей провозглашение первой мексиканской республики. Проиграв в 1824 году президентские выборы Гуадалупе Виктории, Николас Браво Руэда стал при нём вице-президентом.
В Мексике отсутствовали политические партии, и политическая борьба выражалась в противоборстве двух масонских лож — ложи Шотландского устава и ложи Йоркского устава. С 1823 по 1827 году Николас Браво Руэда возглавлял ложу Шотландского устава, а когда в 1827 году ложа Йоркского устава стала брать верх — поднял вооружённое восстание. Это выступление было легко подавлено властями; 7 января 1828 года Николас Браво Руэда был схвачен, и вместо смертной казни выслан в Эквадор.
В 1829 году, после смены правительства, Николас Браво Руэда вернулся в Мексику. Он занимал различные правительственные посты, а в 1839 году стал временным президентом страны. Впоследствии ему пришлось занимать этот пост ещё два раза.
В годы войны с СШA Николас Браво Руэда принял участие в сражении при Чапультепеке, и 13 сентября 1847 года попал в плен.
Николас Браво Руэда скончался в своём поместье 22 апреля 1854 года одновременно со своей женой, что породило слухи об их отравлении.

## Память
Его имя высечено золотыми буквами (бронзой с позолотой) на Стене почёта в зале заседаний Палаты депутатов мексиканского Конгресса.